# 久米岑雄
久米 岑雄（くめ の みねお、生没年不詳）は、平安時代前期の官人。官位は外正六位下・那賀郡大領。
貞観9年（867年）主帳・村部福雄と姓を村部から本姓の久米連に復する。当時の官位は外従八位上・石見国那賀郡権大領。仁和2年（886年）迩摩郡大領・伊福部安道と農民217人を率いて石見守・上毛野氏永を襲撃し、印鎰や駅鈴を奪い取った。よって贖銅9斤を科された。